# 川上座
川上座（かわかみざ）とは、川上音二郎によって1896年（明治29年）6月14日、神田三崎町に開場した劇場である。経営不振によって1898年（明治31年）頃には川上音二郎の所有ではなくなり、1901年（明治43年）1月には改良座と改名された。1903年（明治36年）4月6日、火災によって全焼し、以後再建されなかった。

## 三菱による三崎町開発計画と劇場
川上座が所在した神田三崎町一帯は、江戸時代を通じて小川町と呼ばれ、1859年（安政6年）以降には幕府の講武所が設けられた。明治維新後には練兵場として利用されていたが、1890年（明治23年）に三菱へと払い下げられたことを契機として、都市開発が行なわれた。
低い家賃設定や、甲武鉄道飯田町駅に近かったことなどにより、三崎町には劇場が多く建設され賑わいを見せた。三崎三座をはじめとするにぎわいの背景には、このような三菱による地区開発があり、三崎三座の設置自体がそれらの計画の一部であったとする考えもある。
当初、川上座は「川上演伎場」の名で神田淡路町に建設される予定であった。板囲いまでしたにもかかわらず、建設は事情により中止され、1893年（明治26年）には三崎町へ新劇場の建設を申請した。移転の原因は不明である。なお、同年11月23日付の読売新聞記事によれば、移転前の所在は神田錦町とされている。

## 演劇改良運動と川上音二郎による新劇場建設計画

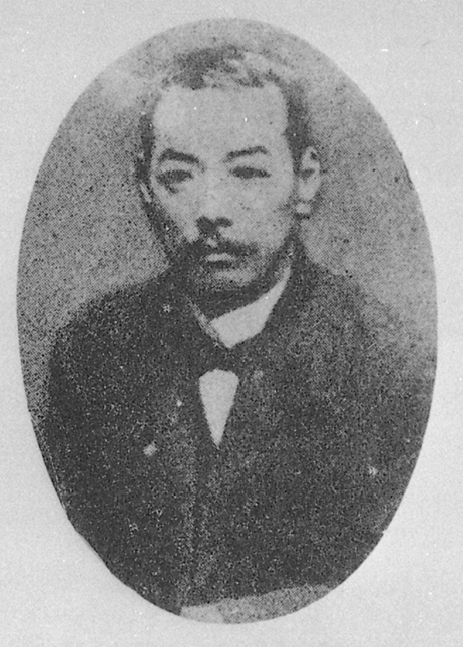
川上音二郎

1893年（明治26年）1月、西園寺公望と金子堅太郎の後援を受け、川上音二郎はフランス、パリに向けて出発した。川上のフランス行きは短期間で終わったが、パリの劇場で演劇を見た川上はまず西洋式の新しい劇場建設をもくろんだ。まず1893年9月、新劇場の建設を始めたが、途中で建設場所が変更となり、12月1日に神田三崎町に新劇場の建設許可を得た。
川上音二郎は、これまでの日本の劇場ではスタンダードであった升席中心の劇場を変え、観客本位の舞台が見やすい洋式の劇場を造ろうとした。升席中心の劇場は基本的には通路がなく、混雑時には観劇者を飛び越えるようにして座席まで向かわざるを得なかった。そして観劇中に他の観客が舞台を見る邪魔となることが多く、ひどい場合にはタバコの灰を落とすなどして隣の観客に迷惑をかけてしまうことも少なくなかった。そこでまず観客席に広い通路を確保することにした。
新しい洋式の劇場には新しい演目が期待される。川上音二郎は「中流以上の嗜好に叶うような高尚」かつ「演劇を志した当初の書生芝居気質」を失っていないような演劇を演じたいとしていた。川上が開設しようとした劇場はそのような新しいタイプの劇、いわゆる新派劇の拠点となる。

## 川上座の建設
総工費25000円をかけた劇場は木造とレンガ作りの3階建て。木造部分はペンキが塗られ、上部は黄色だった。舞台の欄間には全体に菊の模様が彫られていて、その中に『Theatte Kawakami』と英語で記されていた。
従来の芝居小屋と一線を画す、ヨーロッパ風建築は工事が難航した。上棟式は建築許可から約2年後の1895年（明治28年）3月3日に行われた。高櫓から球灯と万国旗を吊るし幔幕を張り巡らした会場では、立食形式で食事が振る舞われている。西園寺公望、金子堅太郎、野村靖、磯部四郎らの代理人ほか数百人が列席。森田思軒、福地桜痴、依田學海らが祝辞を述べた。
落成式は1896年（明治29年）6月14日に行われ、鮫島員規海軍少将、奈良原繁沖縄県知事、そして西園寺公望、井上勝、金子堅太郎の代理人など3000人近くが招待された。招待客の接待には新橋、柳橋などの100名あまりの舞妓が務めた。
こけら落し公演は7月2日から7月26日まで新狂言『日本娘』が上演された。公演のチラシには石版摺の俳役の肖像を載せ、これも当時としては目新しく評判を取った。
川上座の総坪数は212坪。収容定員は桟敷席が150人、平土間が572人、大入場354人となっていて、立見席は設けなかった。そして「川見」「重の井」という2軒の茶屋があった。料金は一等席に当たる桟敷席は60銭、二等の平土間などは30銭、三等の三階席は10銭。そして茶屋の手数料は一等15銭、二等は10銭であった。
しかし洋式の劇場はこれまで日本では建てられたことがなく、慣れない中で建設された劇場は多くの不備を抱えることになった。まず冷暖房設備が無いため冬季は劇場内の冷え込みが厳しかった。また観客席に傾斜を設けずに平らにしてしまったため、肝心の舞台が見づらくなってしまった。また窓を小さくして日光が入りにくくした結果、舞台環境が演劇に合致しないようになってしまった。そして建物の電気容量にも問題を抱えていた。

## 劇場の経営
1896年（明治29年）7月、川上座が開場し、「日本娘」を上演したこけら落としは大入りだった。開場した1896年（明治29年）7月末には、明治三陸地震の津波被災者に対する義援公演なども行われた。しかし劇場の経営は火の車であった。まず問題となったのが当時の他の劇場よりも川上座の規模が小さく、収容人数が少なかったことが挙げられる。営業収益は伸び悩み、総工費25,000円が川上の借金として残り、利子の支払いにも困窮するようになった。早くもオープンした同年の1896年12月7日には競売に付され、地主から地代も滞っているため劇場を取り壊すと提訴された。結局川上は1897年（明治30年）に株式会社発起認可を得て、川上座は改良演劇株式会社の名称で劇場を株式会社組織に変え、債権者への返金を進めながら劇場経営を継続することを提案して示談が成立した。しかしその後も経営状態は思わしくなく、川上は1898年（明治31年）に所有権を手放すことになった。
演劇改良運動の一環として、塲代（切符）を劇場から直接購入した場合には半額、茶屋手数料は取らないこととし、当時の慣行である芸娼妓から引幕をもらう習慣をやめ、茶屋や出方の祝儀を全廃するなど当時としては斬新な独自性のある取り組みを行なっていた。その一方で茶屋からは株金をとる、出方は無報酬で働かせるなど、経営手法は一貫していなかった。
演目も上流階級の女性を新たな観客層にする等の様々な演劇改良を試みるが、それらが不振に終わったことや手打ち興行ばかりであったことも影響し、収益が悪化。前述のように開場と同年の1896年12月7日頃、開場当時から多額の借金を抱えていた川上座は競売にかけられることになる。自伝に「漸くの苦心で芝居小屋だけは出来たけれども、はじめから無理なことは分かり切つて居るのだから、此先の維持法に就てはどうなり行くか豫め計り知られない事故」とあり、川上は最初から誰かの手に渡ることを予期していた可能性がある。
結局、1898年（明治31年）に川上の手から大口債権者であった銀行員の山崎武兵衛に川上座の所有権は移転する。山崎は経営が困難となっていた川上座に融資を続けていて、実質的には山崎の融資で何とか興行を打てる状況であった。所有権が山崎の手に移った後もしばらくの間は川上座の名称は変更されず、他の興行師に賃貸する形で興行を続けていたが、1901年（明治34年）1月に改良座と改名し、所有者の山崎武兵衛を座主としてその後も新派の演劇興行を継続していた。
1903年（明治36年）4月6日早朝、改良座は2階の楽屋を出火元とした火事が発生し全焼する。火災発生の前日である4月5日は、3月20日を初日とした昼夜二部制の公演の千秋楽であり、千秋楽公演が終了した後、公演関係者が早々に劇場を後にしてからの出火であるため、公演関係者のタバコの不始末による失火ではないかと取り沙汰された。改良座は焼失後、再興されることは無かった。